# Blåpannad dvärgparakit
Blåpannad dvärgparakit (Touit dilectissimus) är en fågel i familjen västpapegojor inom ordningen papegojfåglar.

## Utseende och läte
Blåpannad dvärgparakit är en liten och kortstjärtad papegoja. Fjäderdräkten är övervägande grön med ljust blåaktig ögonring och röda fläckar kring ögat. Den blå pannan som gett arten dess namn kan vara svår att se. Istället är ett tydligare karaktärsdrag att den har rött på skuldrorna. Lätena är raspig tvåstaviga "chuwee, chuwee".

## Utbredning och systematik
Fågeln förekommer i fuktiga områden från östra Panama till nordvästra Venezuela och nordvästra Ecuador. Den behandlas som monotypisk, det vill säga att den inte delas in i några underarter.

## Levnadssätt
Blåpannad dvärgparakit förekommer fåtaligt och lokalt i skogar i förberg och nedre subtropiska regionen, men kan också röra sig ner till mer låglänta områden. Den ses vanligen i par eller smågrupper. Oftast uppmärksammas den på lätet när den flyger snabbt över skogen. 

## Status och hot
Arten har ett stort utbredningsområde, men tros minska i antal, dock inte tillräckligt kraftigt för att den ska betraktas som hotad. Internationella naturvårdsunionen IUCN listar arten som livskraftig (LC).